# Christopher Walkden
Christopher Charles Walkden (* 18. April 1938 in Edinburgh; † 28. Juli 2011) war ein britischer Schwimmer.
Walkden war Mitglied des Londoner Schwimmvereins Beckenham SC. Während seiner sportlichen Laufbahn nahm er zwei Mal an Olympischen Spielen teil. Bei seinem Debüt im Alter von 18 Jahren bei den Olympischen Sommerspielen 1956 in Melbourne schied er im Wettbewerb über 200 Meter Brust als Fünfter seines Vorlaufs aus. Vier Jahre später bei den Sommerspielen in Rom erreichte er über die gleiche Strecke das Halbfinale. Als Mitglied der britischen 4×100-Meter-Lagenstaffel wurde er Siebter.
Die einzigen Medaillenerfolge bei großen internationalen Sportfesten feierte er 1958 bei den British Empire and Commonwealth Games in Cardiff. Sowohl über 220 Yards Rücken wie auch mit der englischen 4×110-Yards-Lagenstaffel gewann er die Bronzemedaille.